# Michel II d'Alexandrie (patriarche melkite)
Pour les articles homonymes, voir Michel II.
Michel II d'Alexandrie fut patriarche melkite d'Alexandrie de 870 au 21 août 903.